# Мече
Мече (пол. Miecze) — село в Польщі, у гміні Райґруд Ґраєвського повіту Підляського воєводства.
Населення — 194 особи (2011).
У 1975-1998 роках село належало до Ломжинського воєводства.

## Демографія
Демографічна структура станом на 31 березня 2011 року:
|          | Загалом | Допрацездатний вік | Працездатний вік | Постпрацездатний вік |
| -------- | ------- | ------------------ | ---------------- | -------------------- |
| Чоловіки | 94      | 22                 | 60               | 12                   |
| Жінки    | 100     | 25                 | 57               | 18                   |
| Разом    | 194     | 47                 | 117              | 30                   |